# 湯金華
湯 金華（とう きんか、タン・ジンフア、英語: Tang Jinhua、1992年1月8日 - ）は、中華人民共和国の女子バドミントン選手。世界ランク最高位は1位。アジアジュニア選手権の2連覇者。

## 経歴
女子ダブルスでは主に包宜鑫とペアを組んで、世界ランク最高位は1位まで到達。